# Distichopora dispar
Distichopora dispar is een hydroïdpoliep uit de familie Stylasteridae. De poliep komt uit het geslacht Distichopora. Distichopora dispar werd in 1991 voor het eerst wetenschappelijk beschreven door Cairns. 